# Macèdon
Macèdon (en grec antic Μακεδών), va ser, segons la mitologia grega, l'heroi epònim de Macedònia.
La seva genealogia presenta diverses formes: de vegades és un natural del país, Macedònia. Altres vegades és el germà de Magnes, fill de Zeus i de Tia. També se'l presenta com un dels deu fills d'Èol, o bé com a fill de Licàon. En la tradició que el fa fill de Licàon va tenir diversos fills, un va ser Pindos. Finalment, pot ser un company del déu Osiris, que, quan aquest déu conquerí el món, el va fer rei de Macedònia. Aquesta darrera tradició la transmet Diodor, que diu que Macèdon és germà d'Anubis, i es presenta vestit d'una cuirassa de pell de llop i amb la cara tapada, coberta, a manera de màscara, amb el cap d'aquest animal.